# Sarbia (Czarnków)
Sarbia (deutsch Sarben)  ist ein Dorf in der Landgemeinde Czarnków im Powiat Czarnkowsko-Trzcianecki. Es liegt auf einer Höhe von etwa 102 Metern über dem Meeresspiegel in der Woiwodschaft Großpolen in Polen. Die nächsten Nachbarorte sind das etwa einen Kilometer südwestlich gelegene Dorf Sarbko und der etwa 7 Kilometer ebenso südwestlich gelegene Verwaltungssitz der Gemeinde in Czarnków. Sarbia befindet sich auf der Verbindungsstraße zwischen der Stadt Czarnków und der Kleinstadt Chodzież. Haupteinnahmequellen des Dorfes sind die Forst- und Landwirtschaft.
Sarbia hatte einen Bahnhof an der Bahnstrecke Bzowo Goraj–Piła.